# El Vilar (Muntanyola)
El Vilar és una masia de Muntanyola (Osona) inclosa a l'Inventari del Patrimoni Arquitectònic de Catalunya.

## Descripció
Masia de planta rectangular coberta a dos vessants amb el carener paral·lel a la façana la qual es troba orientada a llevant on hi ha un portal adovellat. Al primer pis hi ha una finestra amb decoracions goticitzants. Al damunt del portal adovellat i mutilant-lo en part hi ha un balcó construït vers els anys quaranta i que ha malmès el portal i segurament la finestra de tipus goticitzant que feia parella amb l'altra. Els material constructiu bàsic és la pedra; la casa estava envoltada de dependències agrícoles les quals són de pedra i no malmeten l'aspecte de l'antiga pairalia. L'estat de conservació és bo. A ponent hi ha un cos de construcció més baix que ubica uns porxos orientats a migdia i sostinguts per pilars de pedra.

## Història
La masia El Vilar es troba dins l'antic terme de la vila rural de Munter. La trobem esmentada en el fogatge de 1553 de la parròquia i terme de Sant Esteve de Múnter.
Habitava el mas en aquella època Bernat Vilar. La cognominació encara es manté i el mas és habitat pels mateixos propietaris, els Vilar. Altres masoveries del mateix mas: el Bosch, la Gaja, Dosrius.